# شوگرلند
شوگرلند (به انگلیسی: Sugarland)، یک گروه دونفری سبک کانتری است که در سال ۲۰۰۳ توسط جنیفر ندلز خواننده‌ی اصلی و "کریستین بوش" در آمریکا شکل گرفت. این گروه هم‌اکنون بیش از ۹ میلیون نسخه آلبوم، با ۵،۵ میلیون آهنگ دیجیتال فروخته است.

## آلبوم‌ها
- ۲۰۰۴: Twice the Speed of Life
- ۲۰۰۶: Enjoy the Ride
- ۲۰۰۸: Love on the Inside
- ۲۰۱۰: The Incredible Machine
- ۲۰۱۸: bigger